# Bożena Furczyk
Bożena Furczyk (ur. 14 grudnia 1970 w Pszczynie) – polska aktorka telewizyjna, filmowa i teatralna, także lektorka.

## Życiorys
W 1993 roku ukończyła Państwową Wyższą Szkołę Teatralną we Wrocławiu.
Prowadziła przez krótki czas program Para w Polskę w TVP1 i TVP Polonia.
Od 1993 roku jest aktorką Teatru Polskiego w Szczecinie. Występuje zarówno w spektaklach dla dorosłych, jak i najmłodszych widzów, także w inscenizacjach lalkowych. Gościnnie pojawiła się w Operze i Operetce szczecińskiej oraz innych teatrach tego miasta – „Piwnicy przy Krypcie” oraz „Teatrze 13 Muz”.

## Filmografia
- 2000–2001: Plebania jako Tolakowa, matka Tomka
- 2004: Na Wspólnej jako lekarka
- 2004: Plebania jako Wanda Kowalik
- 2005: Pensjonat pod Różą jako urzędniczka (odc. 71)
- 2005: M jak miłość jako pacjentka doktor Zakrzewskiej (odc. 369)
- 2006: Pensjonat pod Różą jako Marianna Jastrząb z pogotowia opiekuńczego (odc. 111)
- 2007: M jak miłość jako pielęgniarka (odc. 489)
- 2007: Braciszek jako żebraczka
- 2008–2010: Pierwsza miłość jako Anka
- 2010: Na dobre i na złe jako lekarka (odc. 423)
- 2012: Ludzie Chudego jako Beata Malska (odc. 27)
- 2012: Przyjaciółki jako kobieta w toalecie (odc. 2)
- 2014: Lekarze jako farmaceutka (odc. 42)
- 2014: Prawo Agaty jako prokurator Radomska (odc. 66)
- 2015: Wesołowska i mediatorzy jako matka Pawła (odc. 28)
- 2015: Prokurator jako towarzyszka widza (odc. 7)
- 2016–2017: O mnie się nie martw jako protokolantka
- 2017: Ojciec Mateusz jako klientka agencji (odc. 216)
- 2017: Na sygnale jako córka Marianny (odc. 125)
- 2017: Botoks
- 2018: W rytmie serca jako Katarzyna Jabłońska, matka Jędrzeja (odc. 25)
- 2018: Przyjaciółki jako Grażyna (odc. 136)
- 2019: Na sygnale jako bezdomna Ela (odc. 236)
- 2019: Echo serca jako pracownica opieki społecznej (odc. 7)
- 2019: Barwy szczęścia jako Sławomira Perz (odc. 2004)
- 2019: Diagnoza jako recepcjonistka w hotelu (odc. 45, 46)
- 2020: Leśniczówka jako pacjentka (odc. 200)
- 2021: Tajemnica zawodowa jako sprzedawczyni w cukierni (odc. 1)

## Użyczyła głosu
- 2006: Dżungla
- 2006: Hannah Montana jako Candice, Suzy
- 2006: Barbie: Syrenkolandia jako Nori
- 2006: Amerykański smok Jake Long jako
  - Sun Parks, Koreański Smok (sezon II)
  - Euriale, jedna z Gorgon (odc. 24, 50)
- 2008: SpongeBob Kanciastoporty
- 2008: Awatar: Legenda Aanga
- 2008: eXperience112
- 2008: Opowieści z Narnii: Książę Kaspian
- 2009: Barbie i trzy Muszkieterki jako Modnisia
- 2009: Księżniczka i żaba
- 2009: Arka Noego jako Oriana
- 2009: Mikołajek jako mama Mikołajka
- 2010: Brat zastępowy
- 2010: Szczypta magii
- 2010: Czytaj i płacz
- 2010: Madagwiazdka
- 2010: Zaplątani
- 2010: Stich!
- 2010: Miasteczko Halloween
- 2010: Barbie i podwodna tajemnica jako
  - Dee,
  - Ryba pragnień
- 2010: Barbie w świecie mody jako
  - Lilliana Roxelle,
  - stewardesa
- 2010: Avengers: Potęga i moc jako
  - Jane Foster,
  - różne głosy
- 2010: Miasteczko Halloween II: Zemsta Kalabara
- 2010: Harry Potter i Insygnia Śmierci: część I jako Spiker, Śmierciożerca, Czarodziej
- 2010: Przyjaciel świętego Mikołaja
- 2011: Cziłała z Beverly Hills 2
- 2011: Rango
- 2011: Abby i latająca szkoła wróżek
- 2011: The Elder Scrolls V: Skyrim jako Maven Czarna-Róża
- 2011: My Little Pony: Przyjaźń to magia jako Cheerilee, szkolna nauczycielka w Ponyville (odc. 12, 18, 27, 36, 38, 43, 49)
- 2015: Steven Universe – Perydot
- 2017: Seven Deadly Sins jako Elizabeth
- 2017: Zhu Zhu jako nauczycielka, sekretarka, i Whendy Sails
- 2022: Królik Bugs: nowe konstrukcje – Ruthie (odc. 12)

## Spektakle teatralne (wybór)
- 1993: Antygona jako Ismena
- 1993: Czerwone nosy jako Kamila, Ofiara II (reż. Włodzimierz Nurkowski)
- 1994: Sługa dwóch panów jako Klarysa (reż. Edward Wojtaszek)
- 1994: Ferdydurke jako Guzek; Zosia (reż. Ryszard Major)
- 1994: Ania z Zielonego Wzgórza jako Ania Shirley (reż. Piotr Bogusław Jędrzejczak)
- 1995: Burzliwe życie Lejzorka Rojtszwańca jako Dziewczynka, Lilka, Mieszkanka Homla (reż. Jan Szurmiej)
- 1995: Garderobiany jako Irene (reż. Wojciech Solarz)
- 1995: Skarby Złotej Kaczki jako Zuzia (reż. Adam Dzieciniak)
- 1996: Zbrodnia i kara jako Dunia (reż. Edward Żentara)
- 1996: Diabły polskie jako Okropicha (reż. Adam Opatowicz)
- 1996: Wielbiciel jako Belle Goldman (reż. Tatiana Malinowska-Tyszkiewicz)
- 1997: Porwanie Baltazara Gąbki jako Krakowianka (reż. A. Opatowicz)
- 1997: Wieczór Trzech Króli jako Viola (reż. Aleksander Wilkin)
- 1997: Tango jako Ala, kuzynka i narzeczona Artur
- 1998: Ogrody czasu jako Kot i Duszek (reż. A. Opatowicz)
- 1999: Wizyta starszej pani jako Zawiadowca stacji (reż. R. Major)
- 1999: Rewizor jako żona Chłopowa (reż. W. Solarz)
- 1999: Antygona jako dziewczyna (reż. T. Malinowska-Tyszkiewicz)
- 1999: Przygody rozbójnika Rumcajsa jako Hanka (reż. A. Dzieciniak)
- 1999: Kynolog w rozterce jako przyjaciółka ptaków (reż. Andrzej Hrydzewicz)
- 2000: Wesele jako Haneczka (reż. Janusz Józefowicz)
- 2000: Mistrz i Małgorzata jako Literatka; Tancerka (reż. A. Opatowicz)
- 2002: Szkoła żon jako Anusia (reż. Andrzej Sadowski)
- 2002: Czarownice z Salem jako Zuzanna (reż. Jacek Bunsch)
- 2002: Kordian jako Anioł; Zakonnica I (reż. Andrzej Rozhin)
- 2003: Ubu niewolnik, czyli Francuzi jako matka Ubu (reż. Wiesław Górski)